# Fantasma de Heilbronn

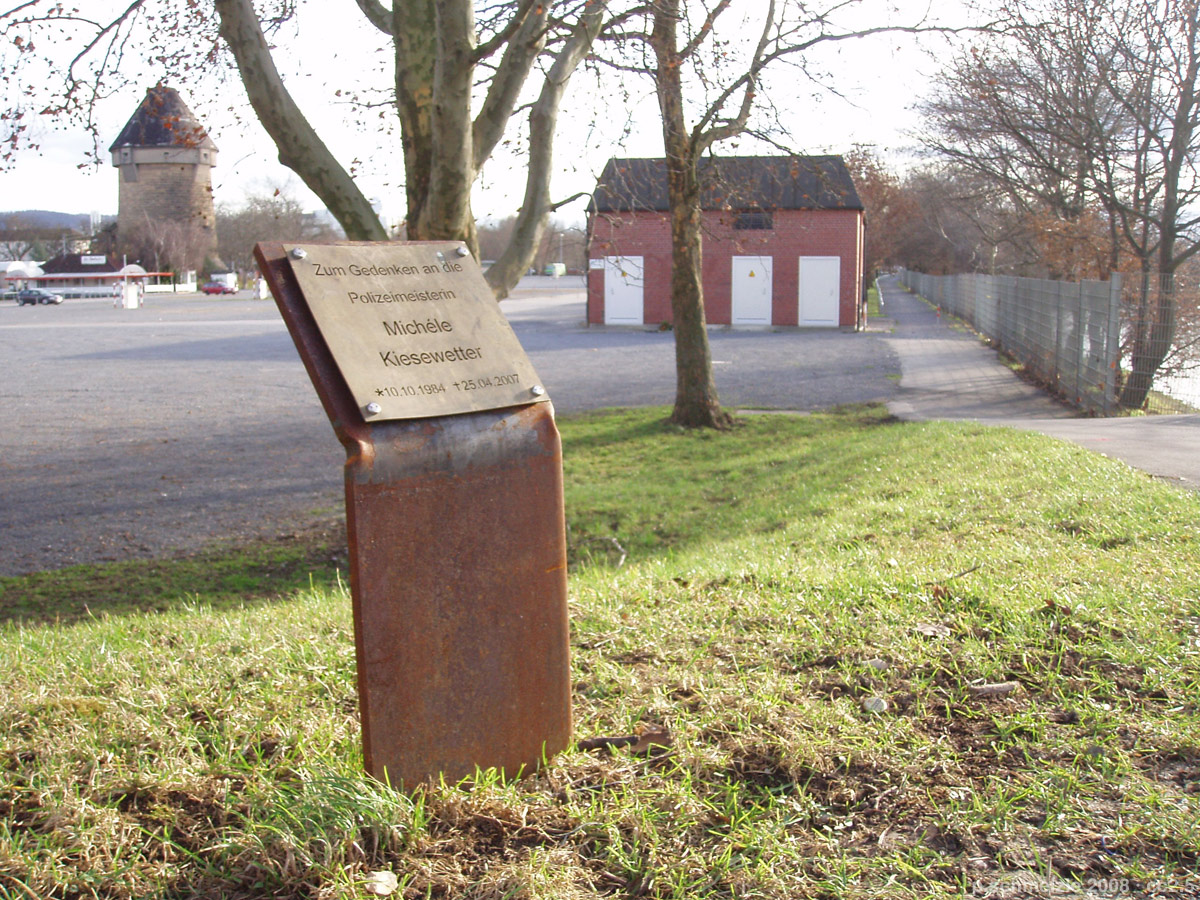
Lugar del asesinato de la agente de policía Michèle Kiesewetter.

El fantasma de Heilbronn, también conocido como "la mujer sin rostro", fue una hipotética desconocida asesina en serie cuya existencia se había inferido a partir de muestras de ADN encontradas en numerosas escenas del crimen en Austria, Francia y Alemania, desde 1993 hasta 2009. Los seis asesinatos entre estas incluyeron el de la oficial de policía Michèle Kiesewetter, en Heilbronn, Alemania, el 25 de abril de 2007.
La única conexión entre los crímenes era el ADN, que a fecha de marzo de 2009 había sido recuperado de 40 escenas del crimen, que incluían desde robos hasta asesinatos. A finales de marzo de 2009, los investigadores concluyeron que el "fantasma" criminal no existía, sino que el ADN recuperado de las escenas del crimen estaba presente en los bastoncillos de algodón usados para la toma de muestras de ADN.
Los eventos fueron ficcionalizados en las series televisivas CSI:NY (episodio "Dead Reckoning", sexta temporada) y Silent Witness (episodio "Death Has No Dominion", decimoquinta temporada).

## Investigación
Un análisis de ADN mitocondrial de las muestras recolectadas en Austria mostró que este era más común en personas de Europa del Este y la Rusia vecina. Esto no se descubrió en las investigaciones alemanas, porque allí el análisis del ADN no puede utilizarse en procedimientos penales para determinar atributos personales de un sospechoso distintos del sexo.
Las investigaciones se concentraron en un grupo especial en el departamento de policía de Heilbronn. En enero de 2009, la recompensa por pistas sobre el paradero del sospechoso se incrementó a 300.000€.
La existencia del fantasma había sido puesta en duda con anterioridad, pero en marzo de 2009 el caso tomó un nuevo giro. Los investigadores descubrieron la secuencia de ADN en el cuerpo quemado de un hombre solicitante de asilo en Francia - algo anormal, ya que la secuencia era de una mujer. Posteriormente llegaron a la conclusión de que el misterioso criminal no existía, y que los resultados del laboratorio eran debidos a la contaminación de los bastoncillos de algodón usados para tomar las muestras. Estos bastoncillos, aunque estériles, no estaban certificados como libres de ADN para toma de muestras.
Se descubrió que los hisopos usados por muchos departamentos de policía estatales se encontraban contaminados antes del mismo envío. Fue también descubierto que todos los bastoncillos contaminados provenían de la misma fábrica, que empleaba a muchas mujeres de Europa del Este, cuyo perfil se ajustaba con el analizado en las muestras. Además, Baviera, aunque era una región central de los crímenes, obtuvo sus hisopos de una fábrica diferente; consecuentemente, no tenían reportes de crímenes cometidos por el fantasma.

## Crímenes asociados
El ADN atribuido al "fantasma" fue encontrado en la escena, así como supuestamente en los sitios de los siguientes crímenes:
- En una taza tras el asesinato de una mujer de 62 años el 25-26 de mayo de 1993 en Idar-Obserstein, Alemania (el ADN fue analizado en 2001).
- En un cajón de la cocina después del asesinato de un hombre de 61 años el 21 de marzo de 2001 en Friburgo, Alemania.
- En una jeringuilla que contenía heroína en octubre de 2001, en un área boscosa cerca de Gerolstein, Alemania.
- En las sobras de una galleta en un remolque que se abrió a la fuerza en la noche del 24 de octubre de 2001 en Budenheim, Alemania.
- En una pistola de juguete después del robo en 2004 a comerciantes de piedras preciosas vietnamitas en Arbois, Francia.
- En un proyectil después de una pelea entre dos hermanos el 6 de mayo de 2005 en Worms, Alemania.
- En una piedra usada para romper una ventana, después de un robo el 3 de octubre de 2006 en Saarbrücken, Alemania (el ADN fue descubierto y analizado en 2008).[6]
- Después de un robo en marzo de 2007 en la tienda de un optometrista en Gallneukirchen, Alta Austria.
- Después de 20 robos y robos de coches y motos entre 2003 y 2007 en Hesse, Baden-Württemberg y Sarre, Alemania; Tirol, Austria; y Alta Austria.
- En un coche usado para transportar los cuerpos de tres georgianos muertos el 30 de enero de 2008 en Heppenheim, Alemania (el ADN fue analizado el 10 de marzo de 2008).
- Después de un robo en la noche del 22 de marzo de 2008 en una piscina pública en desuso en Niederstetten, Alemania.
- Después de cuatro casos de invasión domiciliaria en Quierschied (dos veces), Tholey y Riol, Alemania en marzo y abril de 2008.
- Después del allanamiento a un apartamento en Oberstenfeld-Gronau durante la noche del 9 de abril de 2008.
- Después del robo a una mujer el 9 de mayo de 2008 en Saarhölzbach.
- En el coche de una enfermera auxiliar que fue hallada muerta a finales de octubre de 2008 cerca de Weinsberg, Alemania.

## Literatura
- Michel Ferracci-Porri: * Le Fantôme de Heilbronn ("The Phantom of Heilbronn's Affair") Editions Normant, France 2009.